# (475) Ocllo
(475) Ocllo est un astéroïde de la ceinture principale aréocroiseur découvert par DeLisle Stewart le 14 août 1901.